# Bond tot Hervorming van den Grondeigendom
De Bond tot Hervorming van den Grondeigendom (BHG) was een Nederlandse bond die in 1926 voortkwam uit de Grondpartij.
In 1925 was voorzitter Feberwee van de Grondpartij vervangen door Daniël de Clercq. Onder diens leiding werd de Grondpartij na een referendum opgeheven. Zo konden de partijideeën buiten de partijpolitiek worden gehouden waardoor ook leden van andere partijen de mogelijkheid kregen om zich aan te sluiten. Op 21 december 1926 werd de Bond tot Hervorming van den Grondeigendom (BHG) officieel opgericht, met De Clerq als voorzitter. Tot de leden behoorden Johannes Kuiken en Arjen Sevenster.
In 1928 bemoeide de Bond zich met de uitgifte van de Zuiderzeegronden.
De Clercq stelde dat de gronden na inpoldering het algemeen volksbelang moesten dienen. De gronden dienden daartoe worden uitgegeven met de kans op een zo hoog mogelijk rendement, waarbij de Nederlandse staat als verpachter moest optreden. 

De bond werkte enkele jaren samen met de georgistische partij Recht en Vrijheid. 
In 1935 zou de BHG zijn naam veranderen in Liberaal-Socialistische Beweging (LSB).